# بورياسكو
بورياسكو هي بلدية تقع في مدينة تورنو الحضرية في إقليم بيدمونت الإيطالية ، الواقعة على بعد حوالي 30 كيلومتر (19 ميل) جنوب غرب تورينو .

## المدن الشقيقة
وتعد بورياسكو مدينة شقيقة مع:
- ماريا جوانا، الأرجنتين

## روابط خارجية
- الموقع الرسمي باللغة الإيطالية